# Upton Sheredine
Upton Sheredine (ur. 1740, zm. 14 stycznia 1800) – amerykański polityk.
W latach 1791–1793 podczas drugiej kadencji Kongresu Stanów Zjednoczonych był przedstawicielem szóstego okręgu wyborczego w stanie Maryland w Izbie Reprezentantów Stanów Zjednoczonych.